# Koprolalia
Koprolalia (gr. kópros 'kał' i laliá 'gadanina') – patologiczna, niedająca się opanować potrzeba wypowiadania nieprzyzwoitych słów lub zdań, przekleństw lub obelg (wulgaryzmów) kierowanych do innych osób. 
Występuje w zespole Tourette’a (poniżej 15% wszystkich chorych), ale również w schizofrenii, psychozach alkoholowych, czasem w zaburzeniu obsesyjno-kompulsyjnym.